# Knights of Saint Thomas More
The Knights of Saint Thomas More (Abkürzung KTM, deutsch: Ritter vom heiligen Thomas Morus) ist eine römisch-katholische Bruderschaft in Belgien. Sie ist als eine kirchliche Vereinigung von Gläubigen der International Alliance of Catholic Knights angeschlossen und als solche durch den Päpstlichen Rat für die Laien als Laienbruderschaft anerkannt.

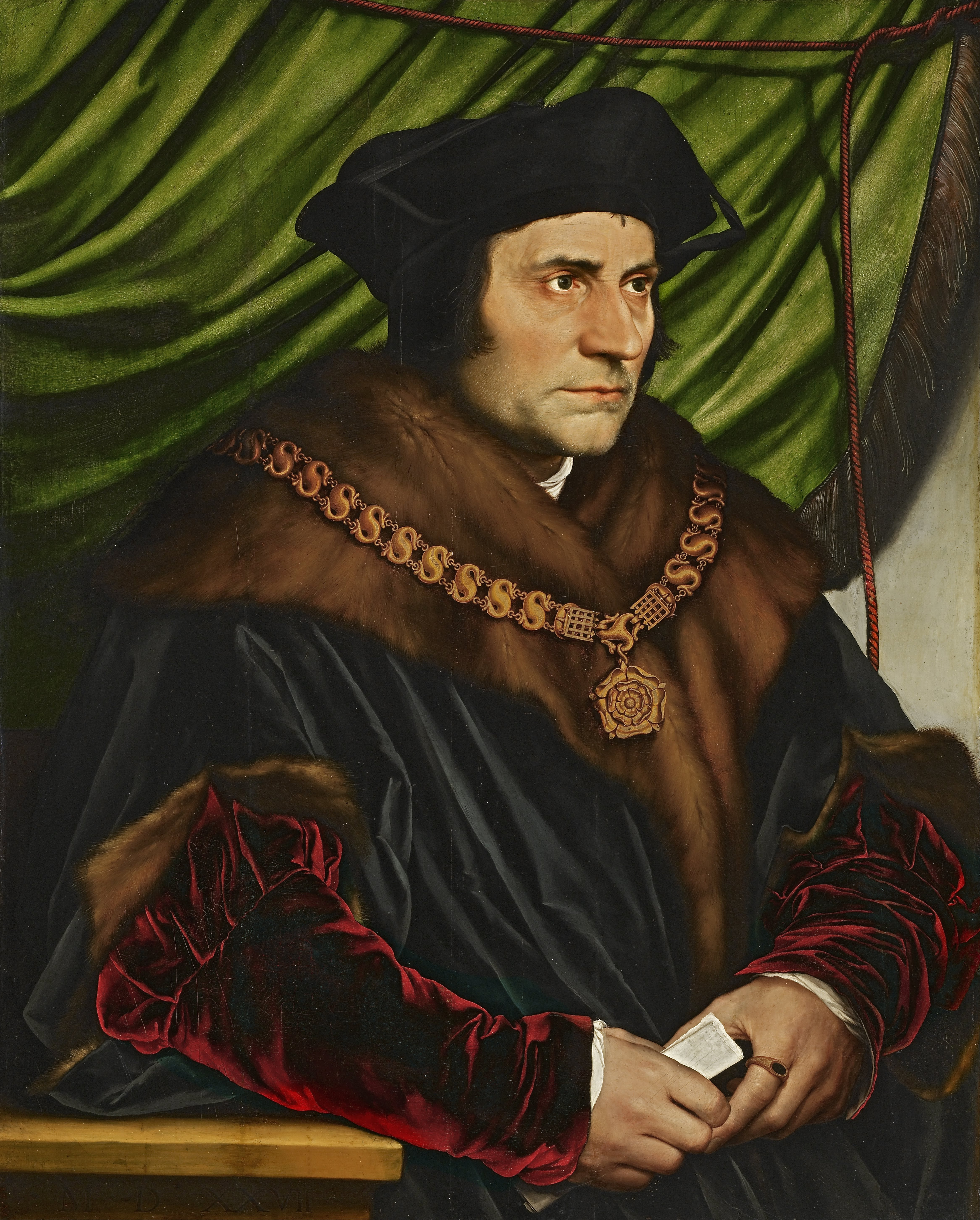
Thomas Morus als Lordkanzler
(Hans Holbein der Jüngere, 1527)

## Geschichte
Ende der 1990er Jahre hatten sich einige Mitglieder der irischen Bruderschaft Knights of Saint Columbanus mit amerikanischen Brüdern der Kolumbusritter in der englischsprachigen Pfarrei St. Antonius zu monatlichen Treffen zusammengefunden. Die Brüder waren in Brüssel als diplomatisches Personal oder bei internationalen EU-Einrichtungen beschäftigt. Aus diesen Zusammenkünften entwickelte sich der Wunsch eine internationale Bruderschaft zu gründen. Nach geraumer Zeit schlossen sich ihnen Brüder aus Neuseeland (Knights of the Southern Cross - New Zealand), Nigeria (Knights of Saint Mulumba) und UK (Knights of Saint Columba) an. Der offizielle Gründungstag ist der 28. April 2001, der Generalsekretär der International Alliance of Catholic Knights leitete und unterstützte den Neuanfang dieser katholischen Bruderschaft. Zum Schutzpatron wählte sich die Bruderschaft den heiligen Thomas More.

## Zielsetzung
Im April 2001 wurde die neue Ordnung verabschiedet, hieraus ergeben sich die Ziele und der Zweck der Vereinigung von Gläubigen. Die Bruderschaft unterstützt den Missionsauftrag der katholischen Kirche, sie arbeitet im Geiste der Kirche und unterstützt die Familien innerhalb der Pfarrgemeinden. Unter dem Leitgedanken „Familie, Bruderschaft und Glauben“ will die Bruderschaft die Gemeinschaft innerhalb der Pfarrei stärken und den Sinn für Gemeinsamkeit fördern.  Als Brüder tragen sie eine besondere Verantwortung für das apostolische Leben und sind bestrebt als eine Vereinigung von Gläubigen die nachstehenden Aufgaben zu erfüllen: Verkündigung der Heiligen Schrift an alle Christen, Unterstützung des Klerus über die ganze Welt, Bekämpfung von Ungerechtigkeit, Einsatz für eine moralische und soziale Wohlfahrt und Förderung der Erziehung und Ausbildung von Jugendlichen und  sie wollen auf dem Fundament von Nächstenliebe, Gerechtigkeit und Brüderlichkeit mit allen Organisationen die diese Ziele unterstützen zusammenarbeiten.

## Organisation
Die Bruderschaft organisiert sich nach dem Muster der Kolumbusritter, Knights of St. Columba und der Knights of Columbanus. Es besteht aus einem Kapitel (Chapter) und ist der internationalen Pfarrgemeinde St. Antonius in Kraainem in Belgien angeschlossen. Mitglieder können nur gefirmte Männer ab dem 18. Lebensjahr werden. Die Aufnahme von weiblichen Mitgliedern befindet sich noch im Entscheidungsprozess. Mit der Mitgliedschaft verpflichten sich die Brüder, der Kirche zu dienen und ihr Leben im Glauben der römisch-katholischen Kirche zu gestalten.